# الملحد المحمول
الملحد المحمول: قراءات ضروريّة لغير المؤمنين (بالإنجليزية: The Portable Atheist: Essential Readings for the Non-Believer) هو عبارة عن مقتطفات جمّعها الكاتب كريستوفر هيتشنز. كتب فيه هيتشنز مقدمات لكل مقال موجود في الكتاب، بينما كانت المقدمة الأساسيّة للكتاب تتمحور حول وجهة النظر الإلحاديّة وما يُقال للملحد دومًا، والأخطاء الكامنة في الدين منذ عصور ما قبل التاريخ. ولا ينحصر توضيح الكتاب للشروحات الخاطئة للدين فقط بل كل الحلقات المذنبة والكارثيّة من الجهل.
في هذه المقتطفات حول الفكر الإلحاديّ واللاأدريّ يأخذنا هيتشنز في رحلة تعود إلى أوائل الإغريق. يكتب هيتشنز باختصار عن فلاسفة وعلماء معاصرين وتاريخيّين ومفكرين آخرين مثل لوكريتيوس وسبينوزا وتشارلز داروين وكارل ماركس ومارك توين وجورج إيليوت وبرتراند راسل وإيما غولدمان وألبرت آينشتاين ودانيال دينيت وسام هاريس وفيكتور جي. ستينجر وريتشارد دوكنز. وقطع أصليّة من سلمان رشدي وايان ماك ايوان وأيان حرسي علي.
يرى هيتشنز أن الدين يبتكر مشاكل جديدة لم تكن موجودة من الأساس، بوصفه للأشرار أنهم مخلوقون على صورة الإله، وباعتبار المهووسين جنسيًا مذنبين بالخطيئة الأبديّة والتي يمكنها أن تسبب الفياضانات والزلازل. الموت حتميّ، والحياة على هذه الأرض بكل الألغاز والجمال والألم الموجود بها يجب أن تُعاش حتى ذروتها: نحن نتعثر وننهض، نصاب بالحزن، نصبح واثقين، قد نشعر بالوحدة والحب والفرح. لا يوجد شيء أكثر من ذلك، وأنا لا أريد شيئًا أكثر من ذلك.

## نظرة عامة
يعتبر هيتشنز أن الحُجج الإلحاديّة تنقسم إلى فئتين: الفئة الأولى تنفي وجود إله للكون، والفئة الثانية توضح جانب التأثير الرديء للدين. يُعرِّف هيتشنز الدين بأنه: «اعتقاد في وجود كائن أعلى، وعبادة هذا الكائن الأعلى والاعتقاد بأن رغباته/رغباتها أصبحت معروفة ومحددة» وفي هذه المناقشات يستدعي هيتشنز انتقادات قوية للدين ذكرها من قبل توماس بين وتوماس جيفرسون، الذين اعتبرا الدين إهانة لوجود إله.
يكتب هيتشنز في الكتاب: «اللاأدري لا يؤمن بوجود إله، ولا يكفر بوجوده أيضًا. غياب الإيمان يختلف عن اللاإيمان» ويضيف: "يُقال دائمًا لغير المؤمنين أنه مما عفا عليه الزمن أن ندين الغباء البدائيّ للدين والعنف الدينيّ، لأن تلك الأمور انتهت مع عصر التنوير، وماتت تلك الخرافات القديمة. وسيُقال للمرء ذلك من الشخص الدينيّ ليس بدافع الدوجما بل بدافع النزعة الإنسانيّة، إلا أن هذا لا يخبرنا شيئًا عن النظام الاعتقاديّ الذي يختفي خلف تلك الأقاويل".
يشير هيتشنز إلى لويس فرخان محمد ومنظمة أمة الإسلام، ويقول أنهم حتى لو نجحوا في إبعاد الرجال السود عن تعاطي المخدرات، فإن هذا لن ينفي أن منظمة أمة الإسلام منظمة عنصريّة حسب رأيه. يذكر هيتشنز أن حماس –والتي تنشر بروتوكولات حكماء صهيون على موقعهم الإلكترونيّ- فازت بسُمعة تقديمها للخدمات الاجتماعيّة. ويطرح السؤال متحديًا: أي من الجمل أو الأفعال التي أداها المؤمن لا يمكن أن يؤديها المُلحد؟

## التعليقات الصحفية
كتبت بابلشرز ويكلي Publishers Weekly:
كما كتب بي دي سميث من ذا غارديان PD Smith, The Guardian:
كتب يعقوب شريفتمان Jacob Schriftman على مدونته: